# 4091 Лове
4091 Лове (4091 Lowe) — астероїд головного поясу, відкритий 7 жовтня 1986 року.
Тіссеранів параметр щодо Юпітера — 3,153.